# Albanerinde
 Denne artikel bør ikke forveksles med artiklen om en kvindelig albaner.
En albanerinde er inden for kunst oftest en kvinde, der kommer fra området omkring Albanosøen ved Rom. Albanerinder var ifølge litteraturen de danske kunstneres foretrukne modeller i guldalderen 1800-1850, hvor mange danske arbejdede i Rom. Albanerinderne udmærkede sig ved deres skønhed.
Et er Albert Küchler's hovedværker er Italienerinden (Albanerinde) der hænger på Ny Carlsberg Glyptotek.
Vilhelm Marstrand malede En Albanerinde i Karnevalstiden.
Om 1800-talsdigeren Christian Winther i Rom skrives at han "forærede en underskjøn Albanerinde, som han var forelsket i, en Vinhave til Erindring".
I Vilhelm Bergsøes Fra Piazza del Popolo finder man følgende beskrivelse af en kvinde: 
| „ | Hun var udmærket smuk, endog af en Albanerinde at være, [...]. Det tykke, blaaligsorte Haar var bundet op bag i Nakken og fastholdtes af den velbekjendte Sølvpiil, hvormed mere end een Albanerinde skal have forsvaret de Angreb, der rettedes mod hendes Dyd. Hendes lave Pande og prægtige sorte Øine overskyggedes af det hvide, flade Hovedtøi, der var ligesaa reent og skinnende, som hendes høirøde Fløiels Spencer, der i Brystet sammenholdtes med Sølvkjæder, var glimrende og guldbroderet. I de smaa Ører bar hun et Par store, massive Guldørenringe, men en større Pryd var hendes lille, fiintformede, men dog svulmende Mund, der tilligemed den buttede, svagt kløftede Hage og den stærktbuede Næse dannede et fortryllende Hele [...] | “ |

## Ordbog
I supplementet til Ordbog over det danske Sprog (ODS) oplyses det, at en "Albanerinde" betyder 'kvinde fra Albanien', og man spørger uvægerligt om grunden til at de var til rådighed i Rom.
Forklaringen er en helt anden: I nærheden af Rom ligger søen Lago Albano og bjergene Colli Albani med byen Albano. Tidligere talte man om "Albanersøen" og "Albanerbjergene" – vistnok i efterligning af tysk sprogbrug.
ODS har altså overset at albanerinde også (og vel hyppigst) betyder 'kvinde fra Albano med omegn'.

## Henvisning
1. ↑  "Kunsthistorie 1770-1870. Albert Küchler". Arkiveret fra originalen 20. december 2014. Hentet 1. december 2008.
2. ↑  684 (Salmonsens konversationsleksikon / Anden Udgave / Bind XVI: Ludolf—Miel)
3. ↑  78 (Dansk biografisk Lexikon / XIX. Bind. Vind – Oetken. Rettelser og Tilføjelser. C. F. Brickas Biografi)
4. ↑  Vilhelm Bergsøe. Fra Piazza del Popolo. Arkiveret fra originalen 20. december 2014. Hentet 20. december 2014. Side 441-442.